# Костелло, Джон
Джон Алоизиус Костелло (ирл. Seán Alabhaois Mac Coisdealbha, англ. John Aloysius Costello, 20 июня 1891, Дублин, Ирландия — 5 января 1976, там же) — ирландский юрист и политик, дважды премьер-министр Ирландии.

## Биография
Джон Костелло родился 20 июня 1891 года в Дублине, Ирландия, в католической семье, имевшей происхождение от первых английских поселенцев. 
Окончил университетский колледж Дублина, получив юридическое и лингвистическое образование. После стажировки в Кингс-инн в 1914 году он приступил к адвокатской практике. В 1922 году он поступил в администрацию генерального прокурора Ирландского Свободного государства, а в 1926 году занял этот пост в правительстве Уильяма Косгрейва. 
После поражения Куманн на нГэдалл на парламентских выборах в 1932 году Костелло потерял свой пост, но в 1933 году был избран депутатом парламента от этой партии, вскоре преобразовавшейся в либерально-консервативную партию Фине Гэл, и находился в палате до 1969 года с перерывом в 1943—1944 годах, встав в резкую оппозицию к правительству де Валеры.
В 1948 году либеральная партия Фианна Файл потеряла абсолютное большинство в парламенте, и все остальные политические партии заключили соглашение о формировании коалиционного правительства, однако лидер крупнейшей в правительстве Фине Гэл Ричард Мулкахи оказался неприемлемой фигурой для лидера Республиканской партии, социалиста и бывшего члена ИРА Шона Макбрайда, получившего портфель министра иностранных дел, и умеренный Костелло возглавил правительство. Основным его мероприятием на этом посту стал официальный выход Ирландии из Содружества наций в 1949 году, ликвидировавший двусмысленную ситуацию с Ирландией как республикой при формальном сохранении статуса доминиона. 
В 1950 году министр здравоохранения Ноэль Браун предложил схему бесплатного государственного медицинского обслуживания матерей и детей до 16 лет, что вызвало сильное недовольство среди врачей и Католической церкви, опасавшейся государственного контроля над рождаемостью, и привело к отставке Брауна и тому, что правительство потеряло доверие двух независимых депутатов. На досрочных выборах в 1951 году Фианна Файл восстановила большинство в парламенте, а Костелло стал лидером оппозиции.
В 1954 году уже де Валера утратил парламентское доверие, и после очередных выборов Фине Гэл смогла сформировать коалиционный кабинет с лейбористами и рядом мелких партий. В 1955 году Костелло удалось добиться принятия Ирландии в ООН, однако рост активности ИРА и экономические проблемы заставили Макбрайда в 1957 году отказать в поддержке правительству. На очередных досрочных выборах Фианна Файл получила большинство и сохранила власть на следующие 16 лет. Костелло, в 1959 году отклонивший после отставки Мулкахи пост лидера Фине Гэл, сложил и пост лидера оппозиции, постепенно вернувшись к юриспруденции.
В 1948 году Джон Костелло был избран членом Ирландской королевской академии, а в январе 1975 году одновременно с де Валерой стал почётным гражданином Дублина.
Умер 5 января 1976 года в Дублине.